# 谢启华
谢启华（1851年—?），廣西桂林人，清朝政治人物。进士出身。
光緒六年（1880年），参加庚辰科殿試，登進士二甲第89名。同年五月，著分部學習。曾于光绪年间接替程祖福任建宁府知府一职，光绪三十年（1904年）由宝康接任。